# Milicja Obywatelska
 (mars 2025).

Emblème de la MO

La Milicja Obywatelska (Milice citoyenne) ou MO était la police de la république populaire de Pologne entre 1944 et 1990.

## Histoire
Elle fut instituée le 7 octobre 1944 par le Comité polonais de libération nationale. Elle constitua la principale force de police polonaise avant d'être remplacée le 10 mai 1990 par la Policja.
Cognat du terme Militsia, qui fut utilisé par plusieurs pays communistes, et l'est encore dans certains pays de l'ancien Bloc de l'Est, il dérive de milice, qui implique une force constituée de citoyens ordinaires, ce qui n'était pas le cas : c'était une force étatique et professionnelle qui s'occupait aussi de la répression politique, notamment par le ZOMO.

## Galerie

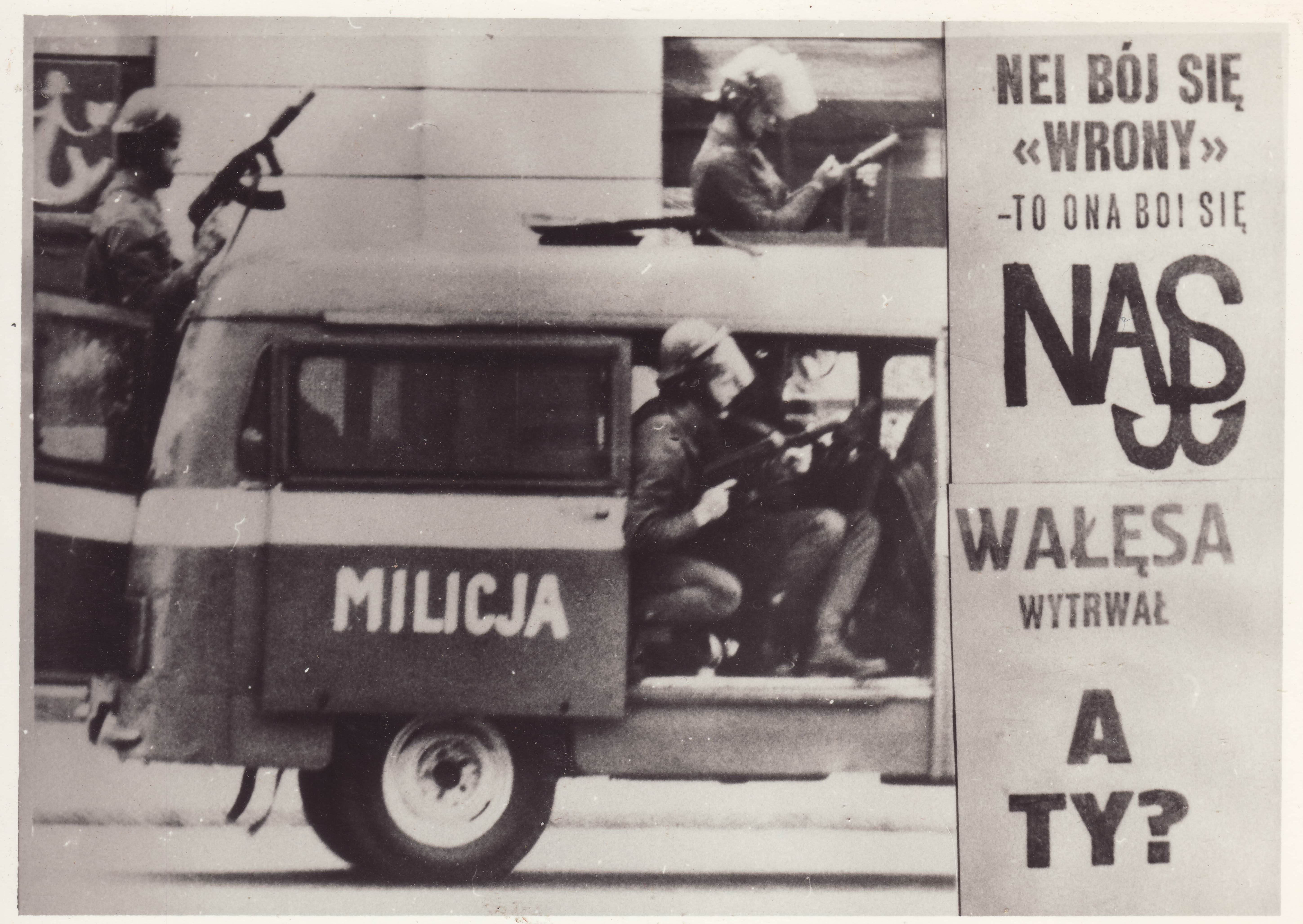
Membres de la MO pendant l'État de siège en Pologne de 1981 à 1983 dans une photo annotée et distribuée illégalement en 1982
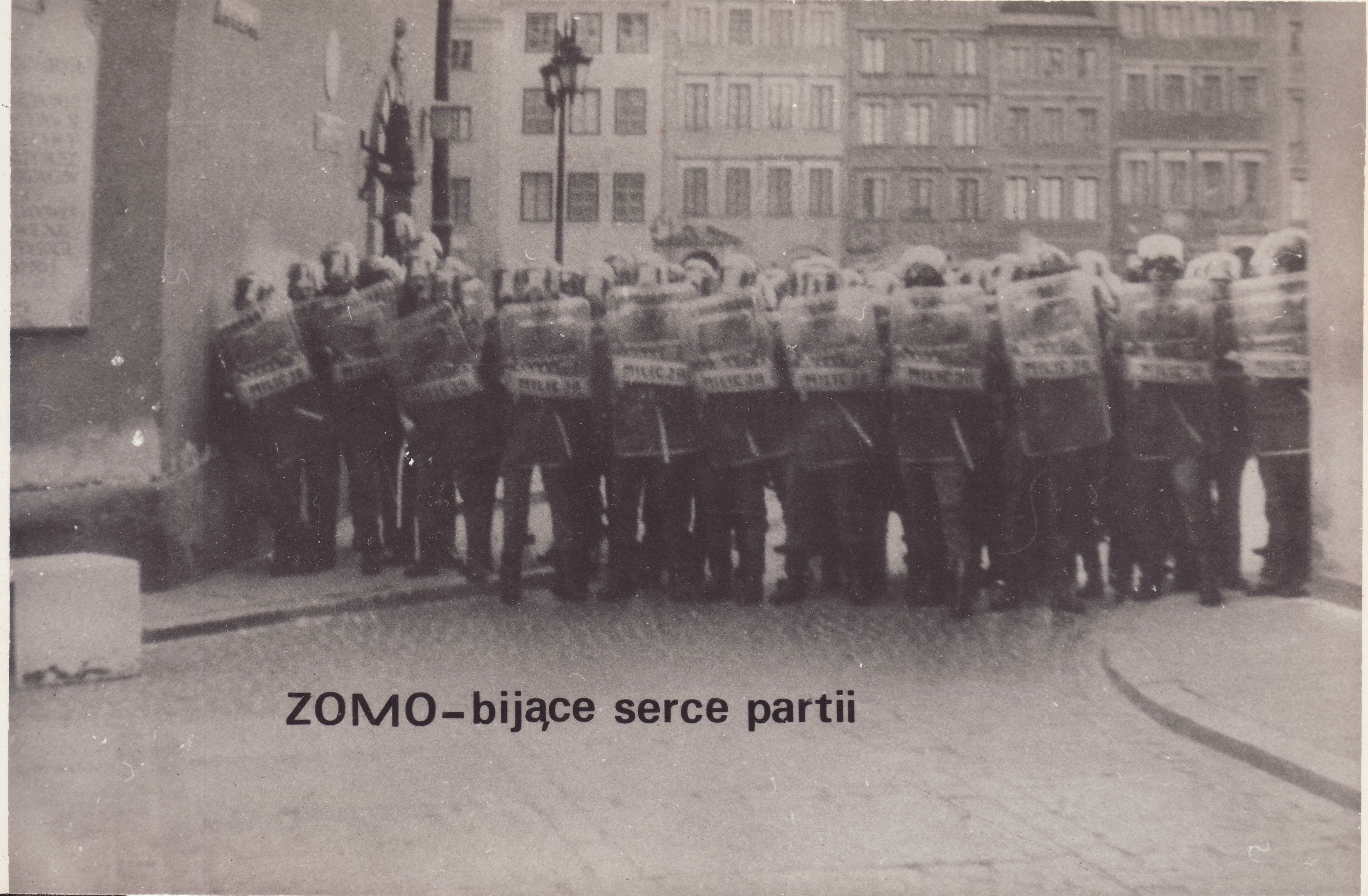
Membres de la ZOMO pendant l'État de siège en Pologne de 1981 à 1983
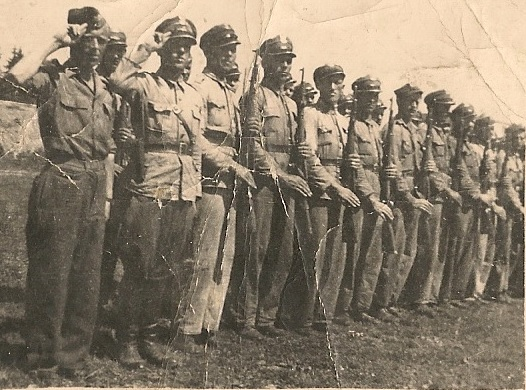
Membres de la MO en 1946
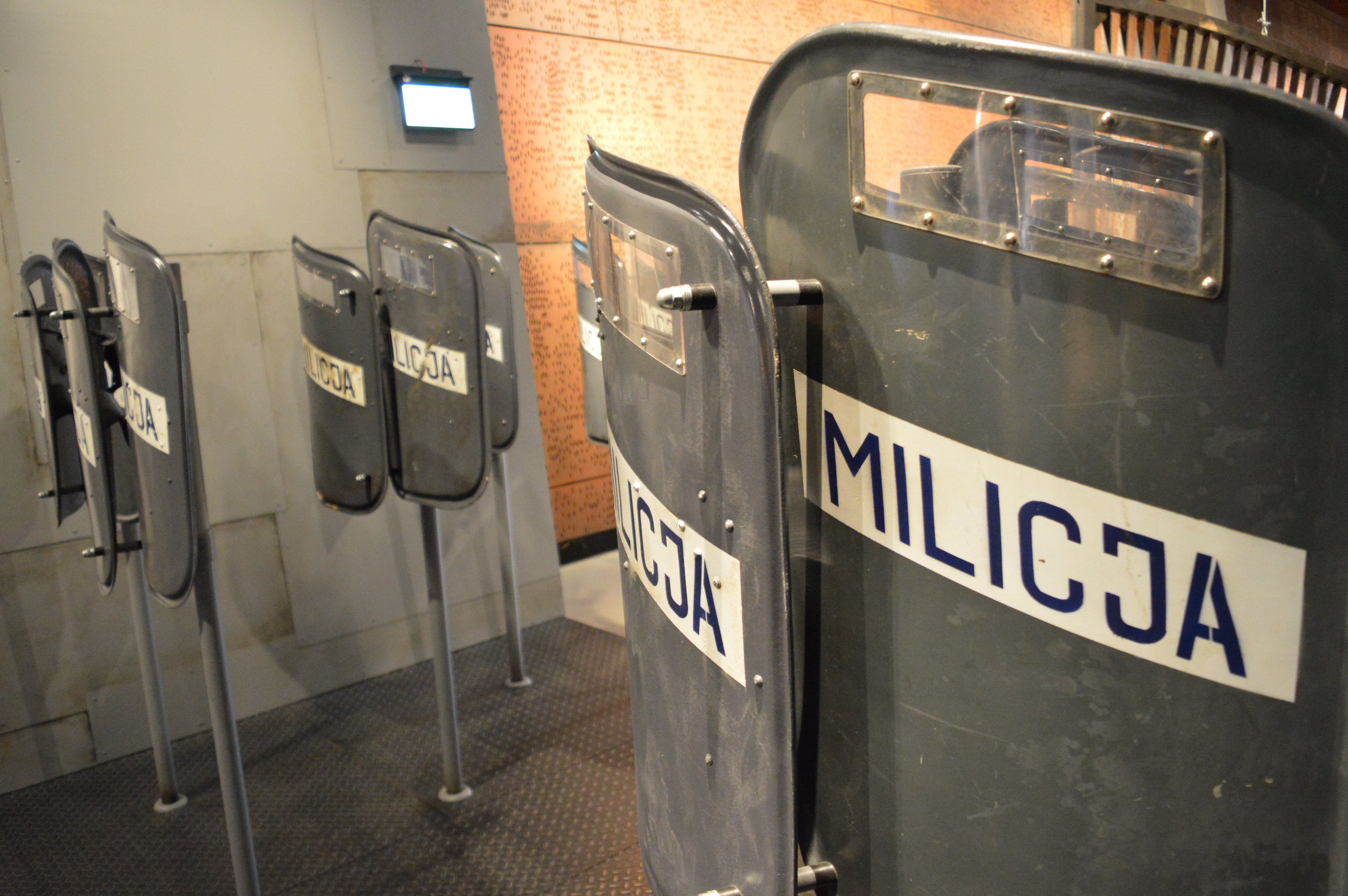
Boucliers des années 1980 exposés au Centre de la solidarité européenne
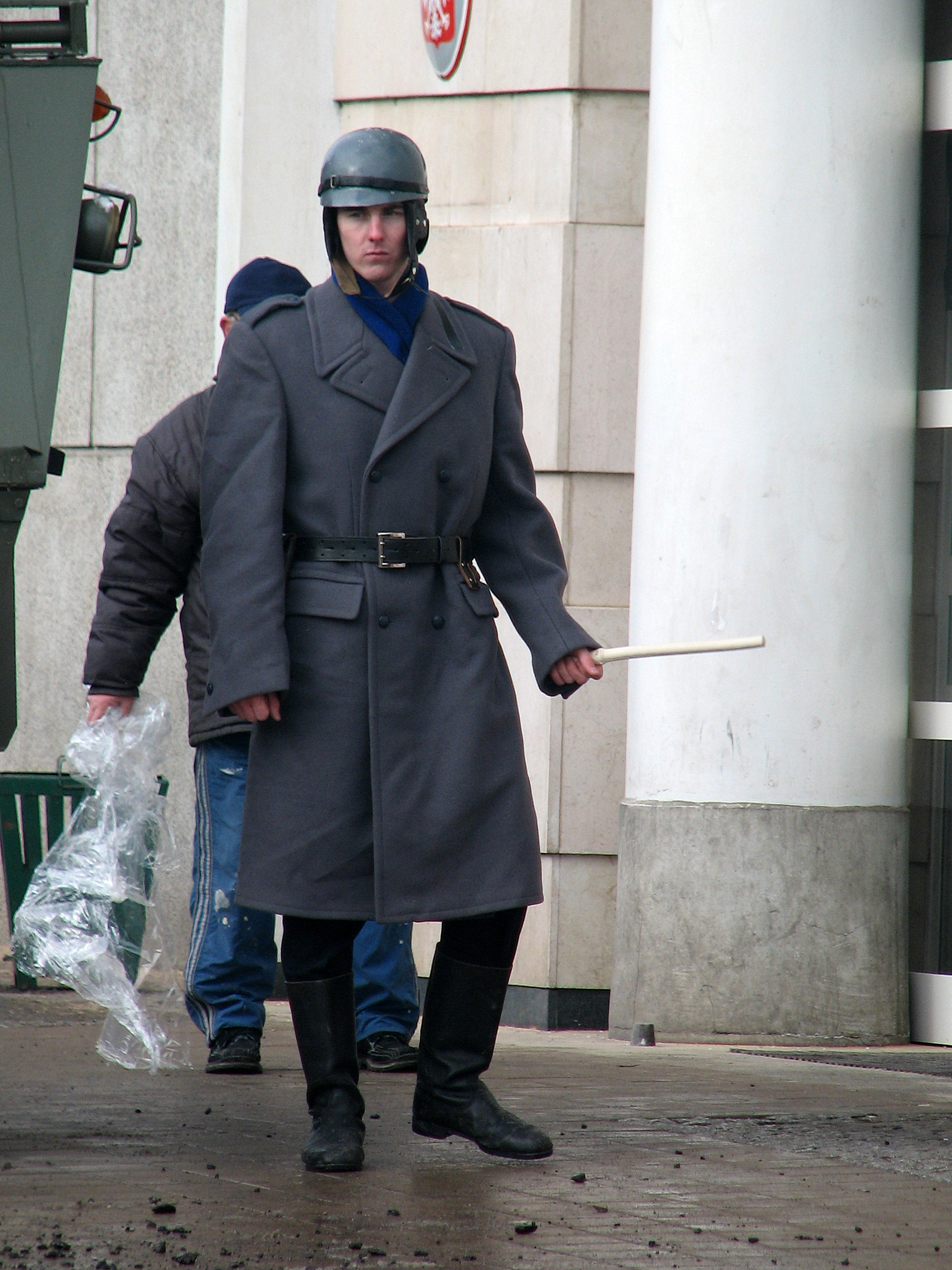
Acteur dans un uniforme de la MO lors du tournage du film Jeudi noir en 2011.

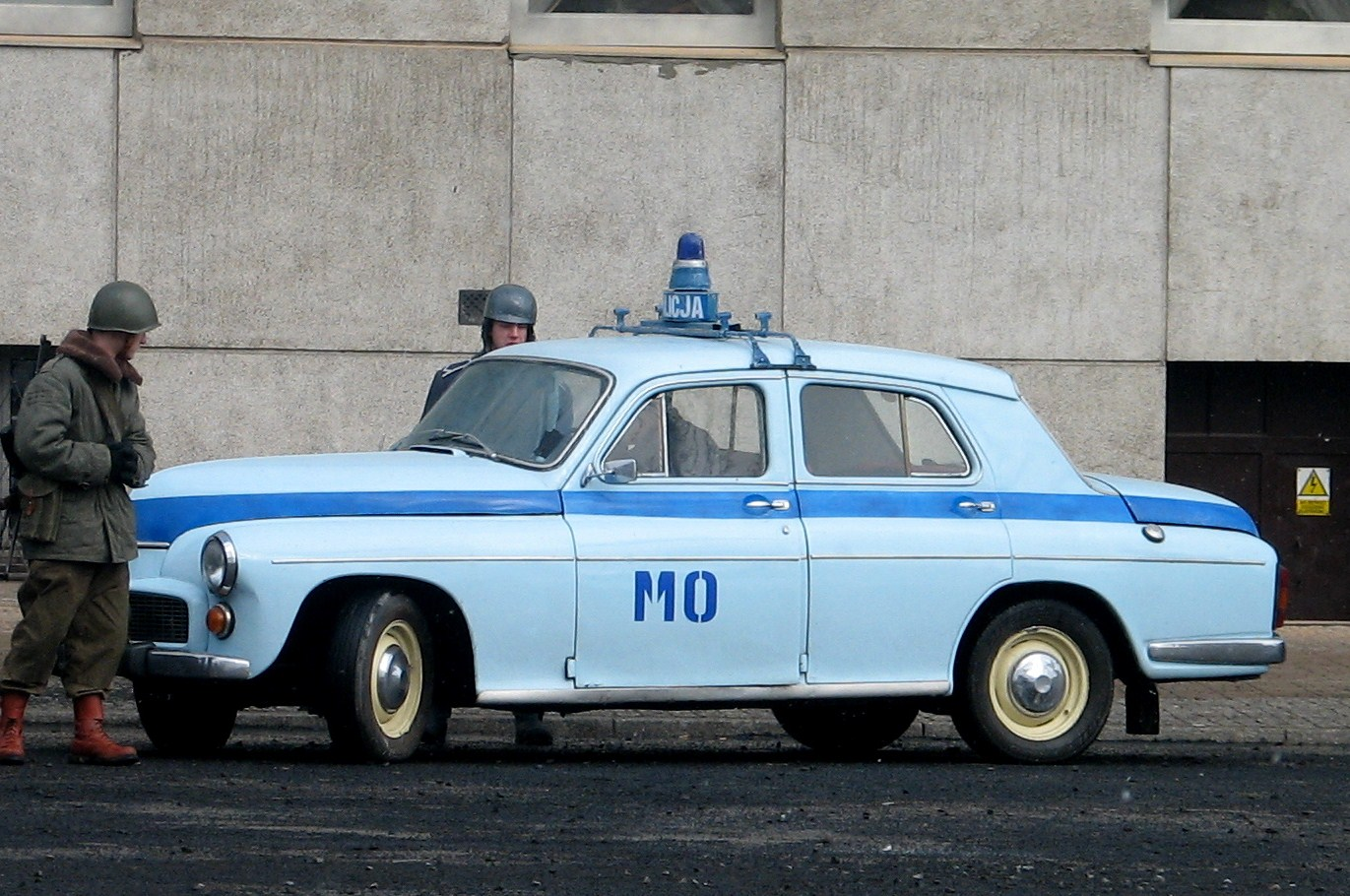
FSO Warszawa
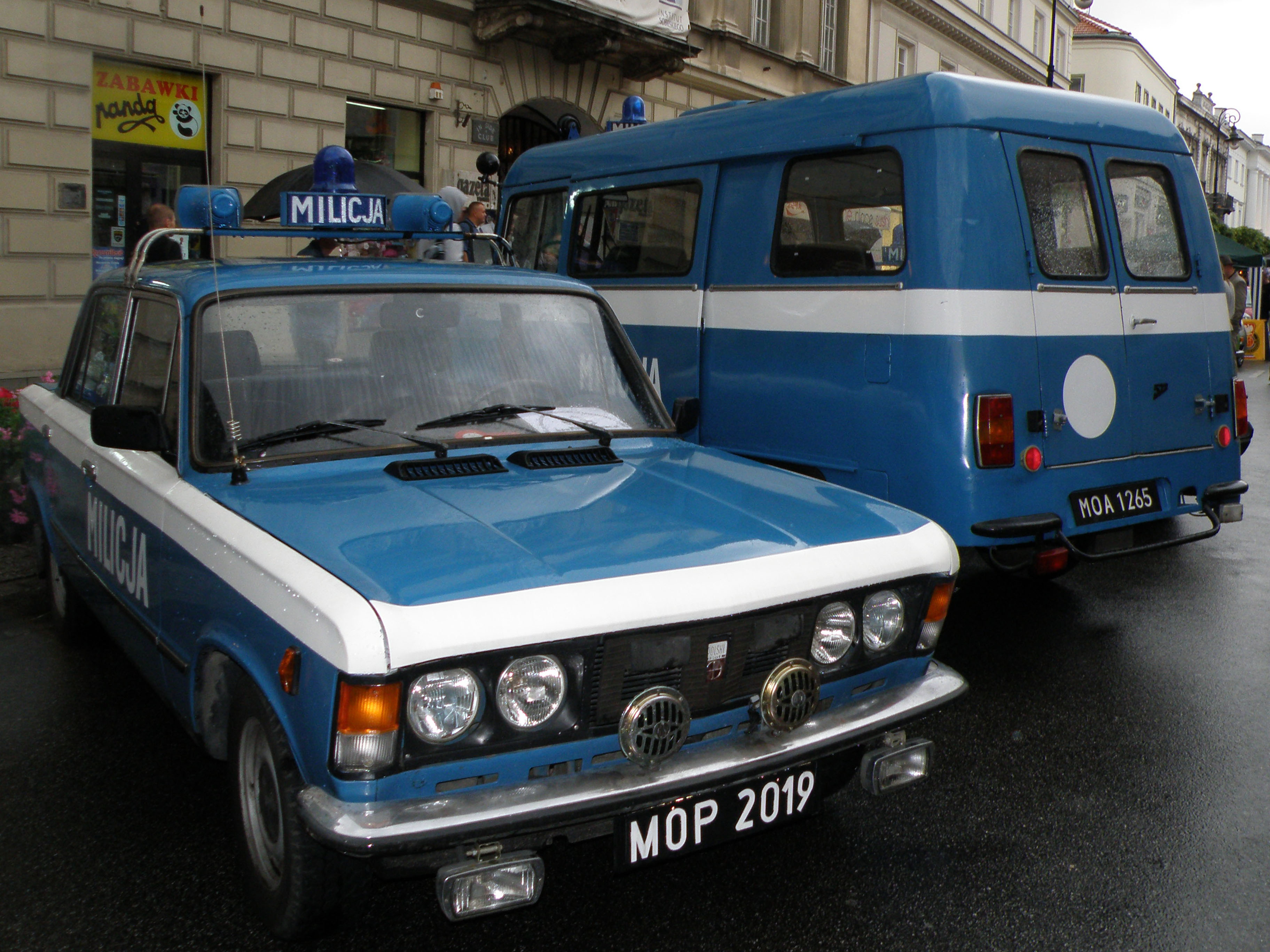
Polski Fiat 125P ET Nysa 522 RSD
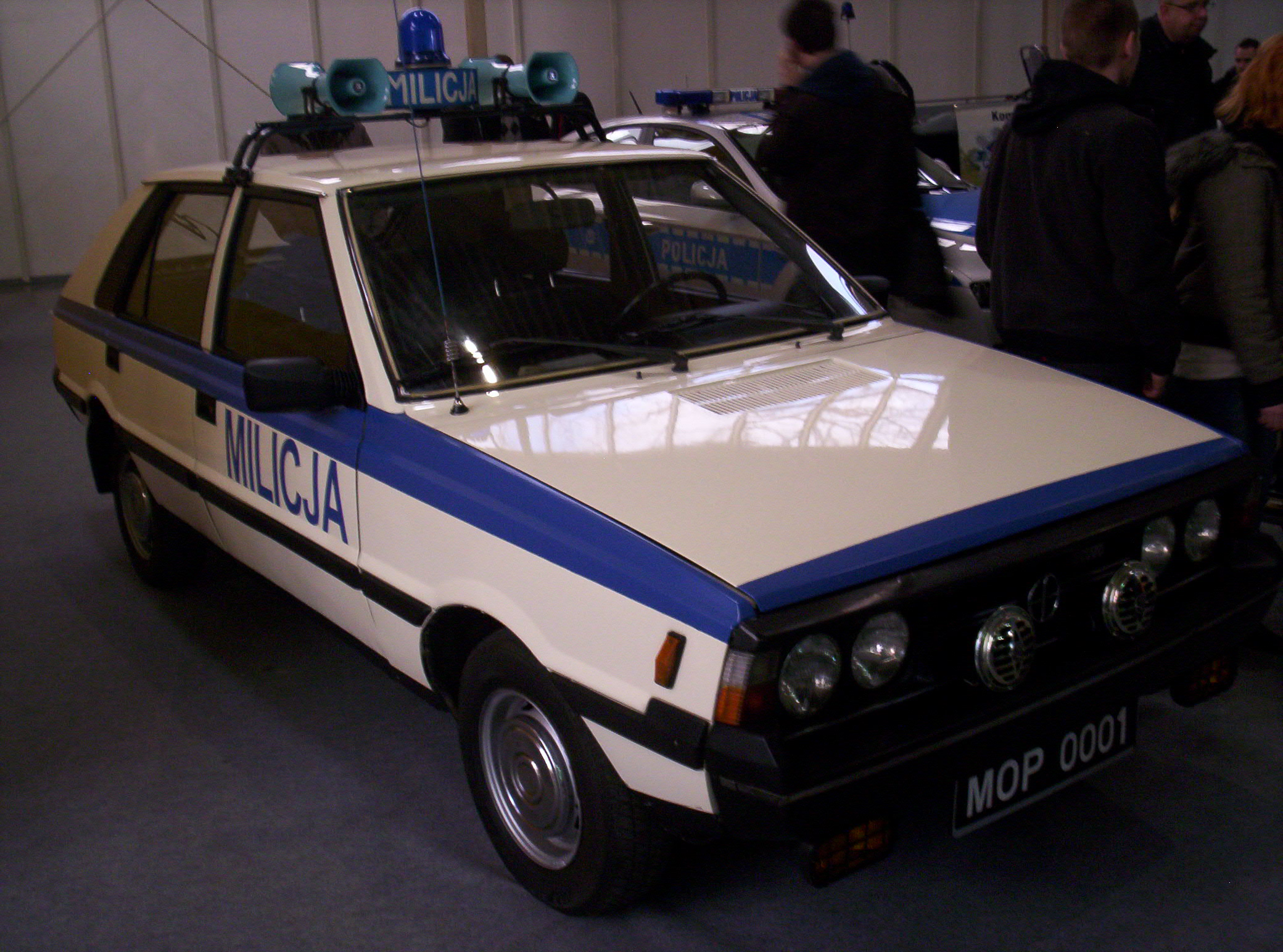
FSO Polonez MR'78
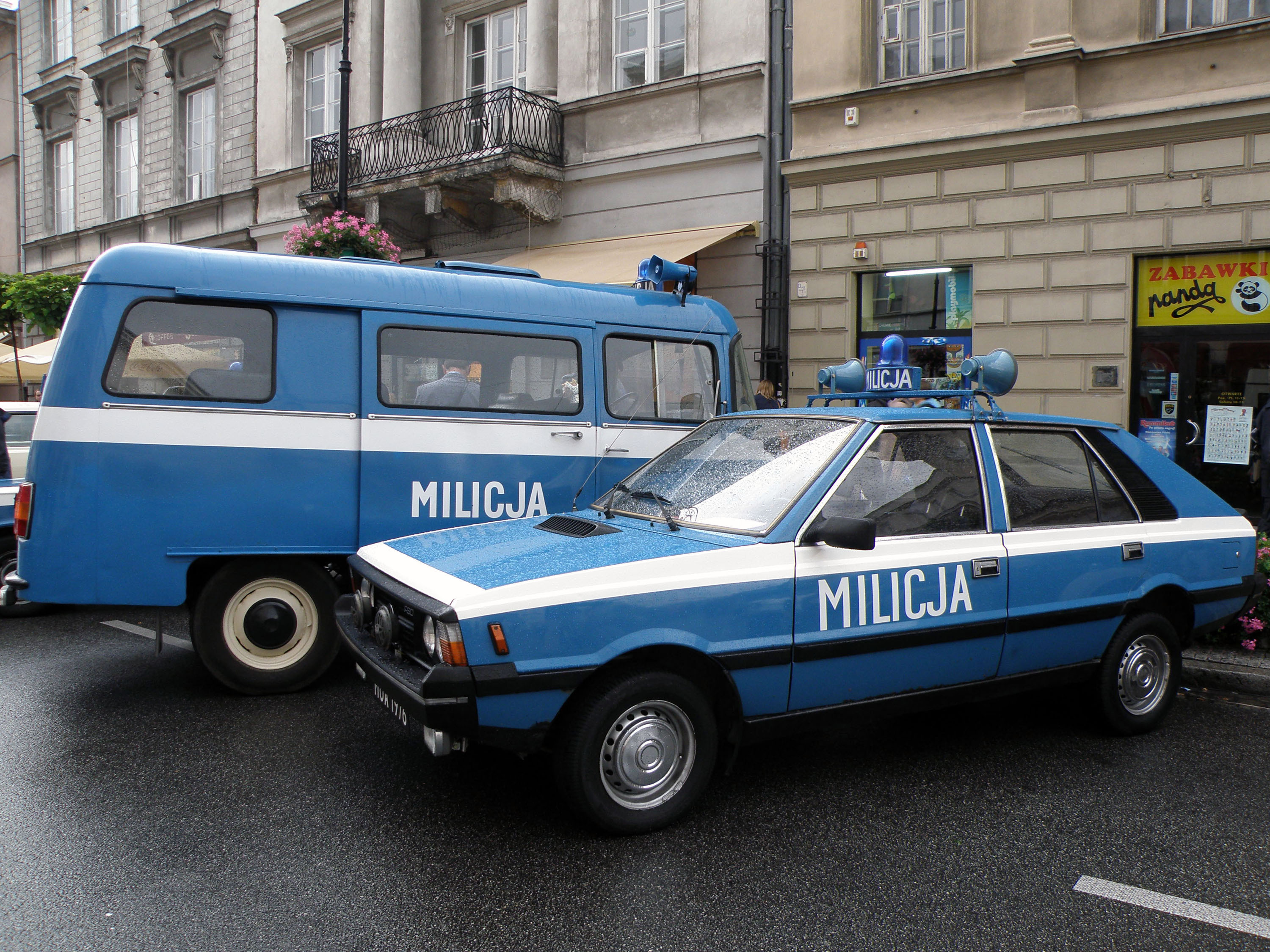
FSO Polonez MR'83 ET Nysa 522 RSD
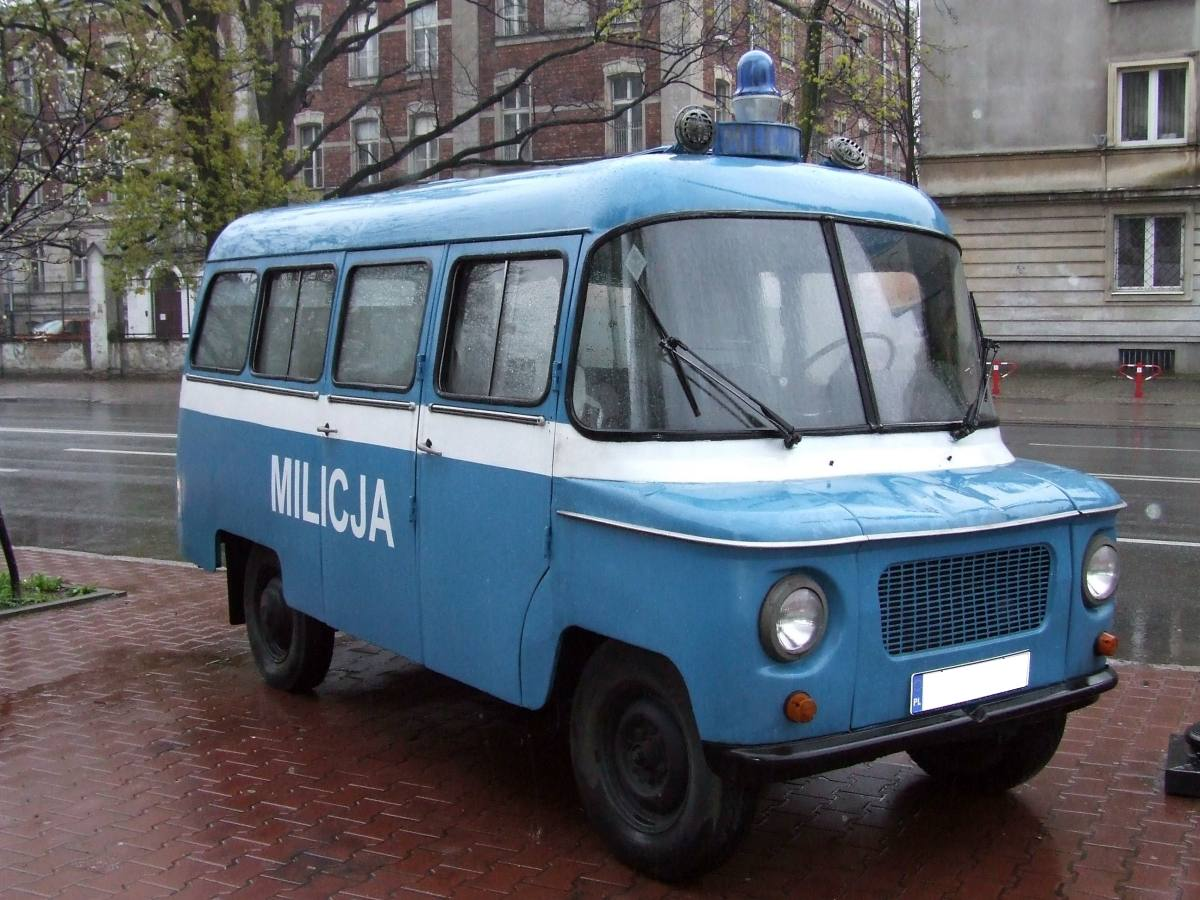
Nysa 522 RSD
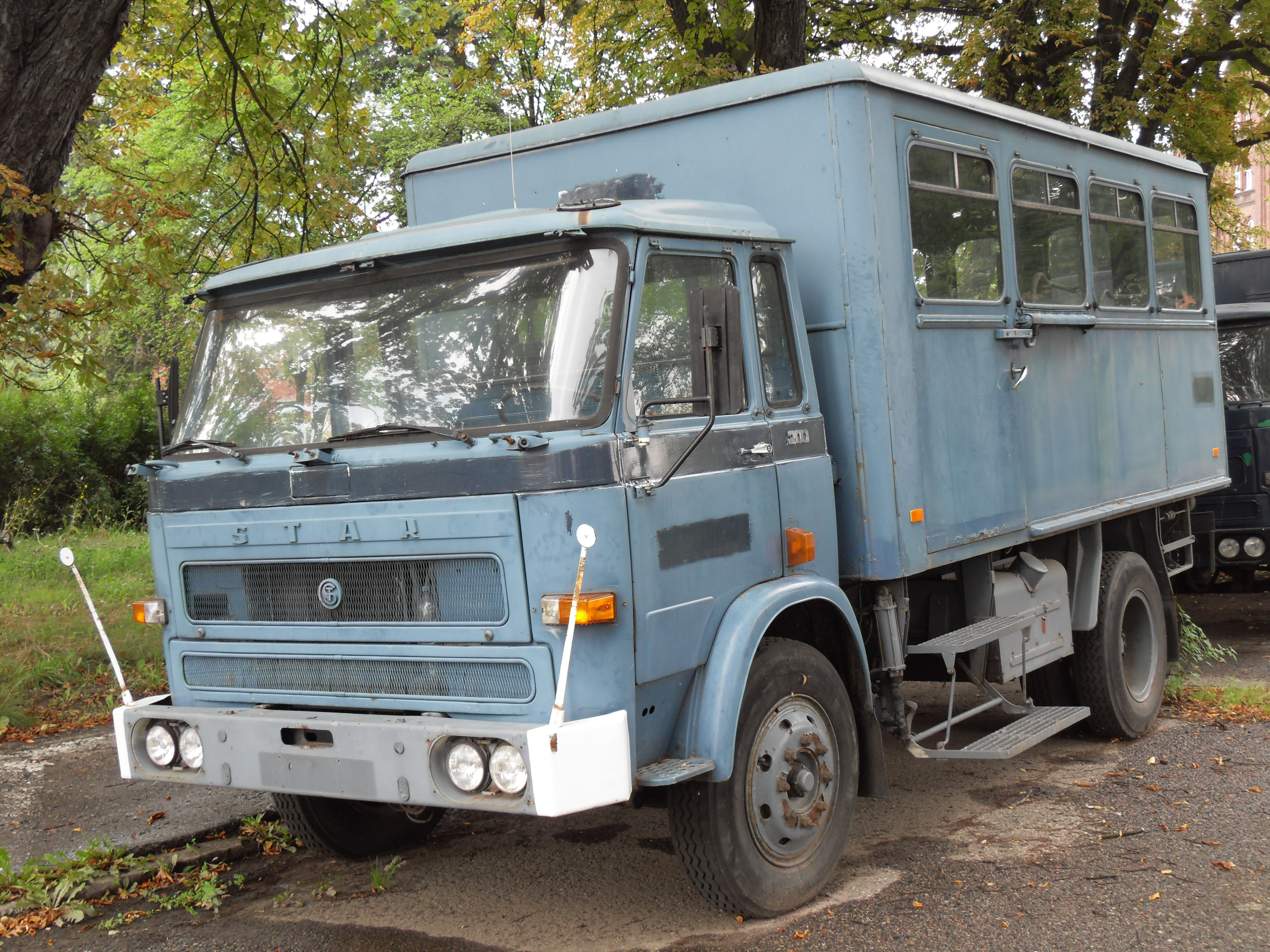
FSC Star 200